# Correction de Bonferroni
En statistiques, la correction de Bonferroni est une méthode pour corriger le seuil de significativité lors de comparaisons multiples. La correction de Bonferroni est la méthode de correction la plus simple, bien qu'elle soit conservatrice étant donné qu'elle présente un risque conséquent d'erreur de type II. En effet, cette méthode ne prend pas en compte quelques informations, comme la distribution des valeurs p des différentes comparaisons.
La mathématicienne et statisticienne américaine Olive Jean Dunn (1915–2008) a travaillé sur la notion d'intervalle de confiance en biostatistique et développé une solution au  problème de comparaisons multiples (en), connue aujourd'hui sous le nom de correction de Bonferroni,,,.
Cette méthode de correction porte le nom du mathématicien italien Carlo Emilio Bonferroni (1892-1960), bien qu'il n'en soit pas l'auteur (ainsi, c'est un exemple de la loi de Stigler).